# Xazhug Co
Xazhug Co (kinesiska: Xiazhu Cuo, 夏珠错) är en sjö i Kina. Den ligger i den autonoma regionen Tibet, i den sydvästra delen av landet, omkring 630 kilometer nordväst om regionhuvudstaden Lhasa. Trakten runt Xazhug Co består i huvudsak av gräsmarker.
Genomsnittlig årsnederbörd är 222 millimeter. Den regnigaste månaden är juli, med i genomsnitt 65 mm nederbörd, och den torraste är november, med 1 mm nederbörd.